# August Joos
August Joos (* 17. Februar 1833 in Waldkirch; † 25. Juni 1909 in Karlsruhe) war ein deutscher Jurist und Politiker.

## Leben
Als Sohn eines Müllermeisters und Mühlenbesitzers geboren, studierte Joos nach dem Besuch des Freiburger Berthold-Gymnasiums Rechtswissenschaften in Freiburg und Heidelberg. Während seines Studiums wurde er 1851 Mitglied der Freiburger Burschenschaft Teutonia. Nach seinen Examen 1855 und 1858 arbeitete er bis 1862 bei einem Obergerichtsadvokaten in Mannheim, dann von 1863 bis 1865 als Rechtsanwalt in Freiburg. Nach seiner Berufung zum badischen Oberschulrat war er bis 1869 in Karlsruhe tätig, dann als Oberamtmann und Amtsvorstand beim Bezirksamt Oberkirch. Von 1870 bis 1871 war er für kurze Zeit auch Amtsvorstand am Bezirksamt Kork. Von 1872 bis 1874 war er Amtsvorstand beim Bezirksamt Pforzheim. Er war mit Unterbrechungen zwischen 1873 und 1899 Mitglied der Badischen Ständeversammlung, von 1873 bis 1874 und von 1887 bis 1888 gehörte er für die Nationalliberale Partei der Zweiten Kammer an, von 1895 bis 1899 war er vom Großherzog ernanntes Mitglied der Ersten Kammer. Von 1874 bis 1881 war er als Ministerialrat im Badischen Innenministerium, von 1874 bis 1886 als landesherrlicher Kommissär beim Oberrat der Israeliten Badens tätig. 1881 wechselte er als Ministerialrat in Ministerium der Justiz, des Kultus und Unterrichts, wo er bis 1886 als Leiter des Oberschulrats wirkte. 1881 wurde er Geheimer Referendär. Im Oberschulrat war er von 1886 bis 1895 als Direktor tätig. 1891 wurde er Geheimer Oberregierungsrat, 1892 Geheimer Rat 2. Klasse. 1889 wurde er Mitglied des Kompetenzgerichtshofes. Von 1895 bis 1899 war er Präsident des Verwaltungsgerichtshofes und des Kompetenzgerichtshofes. Von 1899 bis 1907 war er Präsident der Oberrechnungskammer und erhielt den Titel Wirklicher Geheimer Rat mit dem Prädikat Exzellenz. 1907 wurde er pensioniert.

## Ehrungen
- 1871: Russischer Stanislaus-Orden, 3. Klasse
- 1875: Badischer Orden vom Zähringer Löwen, Ritterkreuz 1. Klasse
- 1887: Badischer Orden vom Zähringer Löwen, Kommandeurkreuz 2. Klasse
- 1887: Preußischer Roter Adlerorden, 2. Klasse
- 1896: Badischer Orden vom Zähringer Löwen, Kommandeurkreuz 1. Klasse
- 1887: Badischer Orden vom Zähringer Löwen, Kommandeurkreuz 2. Klasse
- 1904: Badischer Orden vom Zähringer Löwen, Großkreuz
- 1907: Badischer Orden vom Zähringer Löwen, Großkreuz mit goldener Kette